# Оттобони
Оттобо́ни (итал. Ottoboni) — венецианское аристократическое семейство, которое получило известность в Риме после 1600 года, в основном благодаря папе Александру VIII и, его племяннику, кардиналу Пьетро Оттобони, прославившегося своим покровительством музыкантов и художников.

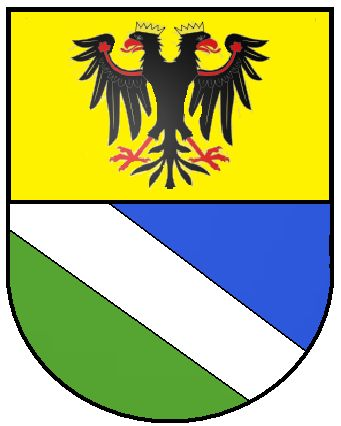
Фамильный герб

## История
Семья Оттобони ведёт своё начало, по мнению некоторых историков, из Далмации. В позднем Средневековье обосновалась сначала в Падуе, а затем в Венеции; другие ветви зафиксированы во Флоренции и в Фриули. Оттобони разбогатели благодаря торговле между Венецией и странами Средиземноморья в XV веке, отличившись в организации морской обороны против растущей турецкой экспансии.
Оттобони принимали деятельное участие в политической жизни Венецианской республики.